# Andrej Karlov
Andrej Gennaďjevič Karlov (rusky Андрей Геннадьевич Карлов; 4. února 1954, Moskva – 19. prosince 2016, Ankara) byl ruský diplomat. Poslední funkce, kterou zastával, byl úřad velvyslance Ruské federace v Turecku. Při jejím výkonu byl zavražděn na vernisáži výstavy v turecké Ankaře.

## Život
Andrej Gennaďjevič Karlov se narodil v Moskvě v roce 1954. V roce 1976 absolvoval diplomatickou školu Ministerstva zahraničních věcí Ruska MGIMO, ve stejném roce pak nastoupil diplomatickou kariéru. V roce 1992 absolvoval Diplomatickou akademii.
V letech 1979 až 1984 a poté 1986 až 1991 pracoval v různých funkcích na velvyslanectví Sovětského Svazu v KLDR. V letech 1992 až 1997 pracoval na ruském velvyslanectví v Jižní Koreji. Od roku 2001 do 2006 byl velvyslancem v KLDR. V roce 2013 se stal velvyslancem v Turecku.

## Atentát
Karlov byl zastřelen 19. prosince 2016 tureckým islamistickým teroristou na vernisáži uměleckých děl v Ankarském státním muzeu malby a sochařství. Jako pachatel byl identifikován 22letý turecký policista Mevlüt Mert Altıntaş. Mstil se za situaci v syrském Aleppu, jeho útok byl doprovázen pokřikem 'Allahu Akbar' (Allah je velký) a „nezapomeňte na Aleppo!“ Policista v té době nebyl ve službě. K atentátu se přihlásila syrská povstalecká skupina Džaíš al-Fatah, která zahrnuje bojovníky z Džabhat Fatah aš-Šám napojené na teroristickou organizaci Al-Káida.